# People are Funny
People are Funny war eine langjährige US-amerikanische Spielshow, die von John Guedel (1913–2001) entwickelt wurde.
Am 10. April 1942 sendete die NBC People are Funny zum ersten Mal in ihrem Hörfunkprogramm. Moderator der Sendung war Art Baker. Am 1. Oktober 1943 übernahm Art Linkletter die Show. Die Radiosendung war so erfolgreich, dass unter dem gleichen Titel 1946 ein Musical ins Kino kam. Mit Linkletter als Moderator wurde die Spielshow 1954 vom Fernsehen übernommen, wo sie bis zum 1. April 1960 lief.